# Toni Kukoč
Toni Kukoč (* 18. září 1968, Split) je bývalý chorvatský profesionální basketbalista. Jedná se o jednoho z prvních Evropanů, který se ve větší míře prosadil v severoamerické NBA.
Toni Kukoč je 208 centimetrů vysoký, díky své velmi dobré pohyblivosti a střelbě zdálky byl i přes svou výšku využíván nejen na pozici pivota, ale i křídla.

## Profesionální kariéra
Toni Kukoč hrál téměř dvacet let profesionální basketbal na světové úrovni.
Jeho kariéra začala v týmu Jugoplastika Split, ve kterém hrál v letech 1987 až 1991. Týmu se podařilo třikrát v řadě vyhrát Euroligu (obdoba fotbalové Ligy Mistrů) a Kukoč se stal hned ve svých dvaceti letech jednou z největších basketbalových hvězd v Evropě.
Následoval přestup do týmu Benetton Treviso, za své účinkování v tomto italském klubu (1991 – 1993) byl Kukoč třikrát vyhlášen nejlepším hráčem Evropy.
V roce 1993 dochází k přestupu do týmu Chicago Bulls severoamerické NBA, ve kterém měl ale Kukoč ze začátku nesnadnou pozici a první sezónu odehrál jako náhradník Scottieho Pippena. V následujících letech se přece jen postupně prosadil do základní sestavy Bulls, podílel se na třech titulech vítěze NBA po návratu Michaela Jordana do týmu. V roce 1996 byl vyhlášen nejlepším šestým (střídajícím) hráčem NBA.
Za Bulls hrál Toni Kukoč až do roku 2000, následovala jedna sezóna (2000 – 2001) za Philadelphia 76ers a (2001 – 2002) za Atlanta Hawks. Po dvou nepříliš úspěšných sezónách následoval třetí přestup do Milwaukee Bucks, kde se (v té době již čtyřiatřicetiletý) Kukoč znovu „chytil“ a odehrál čtyři další úspěšné sezóny. Svou profesionální kariéru ukončil ze zdravotních důvodů v roce 2006 ve věku 38 let.

## Reprezentační úspěchy
Toni Kukoč se podílel na dvou stříbrných olympijských medailích – v roce 1988 za Jugoslávii, v roce 1992 již za Chorvatsko. V roce 1990 získal s týmem Jugoslávie titul mistra světa.